# Cardiasfinktern
Cardiasfinktern, även nedre esofagussfinktern, är en sfinktermuskel i matstrupen belägen omedelbart ovan magsäcken, ventriculus, i anslutning till den allra översta delen, cardia. Tillsammans med matstrupens mynning bildar cardiasfinktern den övre magmunnen. Denna sfinkters uppgift är att hålla maginnehållet kvar i magsäcken och förhindra att surt maginnehåll, chymus, tränger upp i matstrupen där det annars skulle förorsaka halsbränna. Vid störningar hos denna muskels funktion uppstår gastroesofageal refluxsjukdom (GERD).